# Квальо, Джузеппе
Джузеппе Квальо (итал. Giuseppe Quaglio; 2 декабря 1747, Лаино — 23 января 1828, Мюнхен) — итальянский живописец, театральный декоратор, рисовальщик и гравёр, занимавшийся сценографией в Германии, в Мангейме, Франкфурте и Людвигсбурге.

## Биография
Родившийся в селении Лаино, расположенного между озером Комо и озером Лугано (Ломбардия), Джузеппе был членом большой семьи рисовальщиков, живописцев и сценографов. О самом художнике известно немного.
Джузеппе Квальо учился рисунку и живописи в мастерской отца Доменико Квальо Старшего. Продолжал образование сначала в Вене, где на некоторое время поселился его двоюродный брат Лоренцо Квальо Старший, а затем в учебных поездках по Италии и Германии, где делал рисунки сельских и городских видов, которые позднее использовал в своих театральных декорациях.
Благодаря своему кузену Лоренцо в 1771 году он поступил на службу ко двору курфюрста Карла Теодора Баварского, работая в оперном театре в Мангейме, где в 1776 году расписал фресками зал фойе. В 1778 году вслед за принцем Чарльзом Теодором он переехал в Мюнхен, где в 1801 году сменил своего брата Джулио Квальо Третьего (1764—1801) в должности архитектора-декоратора придворного театра.
Джузеппе женился на немке Агнесе. Среди его одиннадцати сыновей были: Анджело Квальо Старший (1778—1815), архитектор и живописец, Симон Квальо (1795—1878), сценограф, работавший в Германии, в основном в Мюнхене, Доменико Квальо Второй (1787—1837) — немецкий живописец, архитектор, театральный декоратор, литограф и гравёр; самый прославленный в семье, Лоренцо Квальо Второй (1793—1869), живописец-пейзажист, мастер картин бытового жанра и литограф, прославившийся изображениями крестьянства в Верхней Баварии.
Продолжая семейную традицию, дети помогали Джузеппе в создании декораций для придворных театров. В Мюнхене Джузеппе оформил декорации для многих театральных постановок, в том числе для «Дон Жуана» (1791) и «Волшебной флейты» (1793) Моцарта, своего современника.
Джузеппе Квальо прославился перспективными декорациями «угловых сцен», разработанных выдающимся итальянским декоратором Фердинандо Галли да Бибьена. Важным источником вдохновения Джузеппе Квальо были шедевры Джованни Баттиста Пиранези, которые он использовал для точного воспроизведения интерьеров и исторических зданий.
Скончался Джузеппе Квальо в Мюнхене, Королевство Бавария. Могила Джузеппе Квальо находится на Старом Южном кладбище.
Эскизы декораций Джузеппе Квальо хранятся в Государственном графическом собрании и Немецком театральном музее в Мюнхене, а также являются частью частных коллекций в Германии.
- Театральная площадь Мангейма в лунном свете. Ок. 1790. Бумага, акварель, гуашь, белила, тушь, перо, кисть. Частное собрание
- Турецкий дворец (вероятно, для постановки «Похищение из сераля» Моцарта). 1790-е. Бумага, акварель, тушь, перо. Национальная галерея искусства, Вашингтон
- Храм Зевса. Бумага, акварель. Частное собрание